# Inning am Ammersee
Inning am Ammersee is een gemeente in de Duitse deelstaat Beieren, en maakt deel uit van de Landkreis Starnberg.
Inning am Ammersee telt 4.849 inwoners.
De gemeente heeft een bijzondere band met Nederland omdat de plaatselijke muziekschool is vernoemd naar de Nederlandse muziekpedagoog Pierre van Hauwe.

## Deelgemeenten
- Arzla
- Bachern am Wörthsee
- Buch am Ammersee
- Inning am Ammersee
- Schlagenhofen
- Stegen

## Bekende inwoners
- Georg Baselitz (1938), beeldend kunstenaar
- Werner Egk (1901-1983), componist en dirigent
- Toni Mang (1949), motorcoureur en vijfvoudig wereldkampioen wegrace

## Externe link

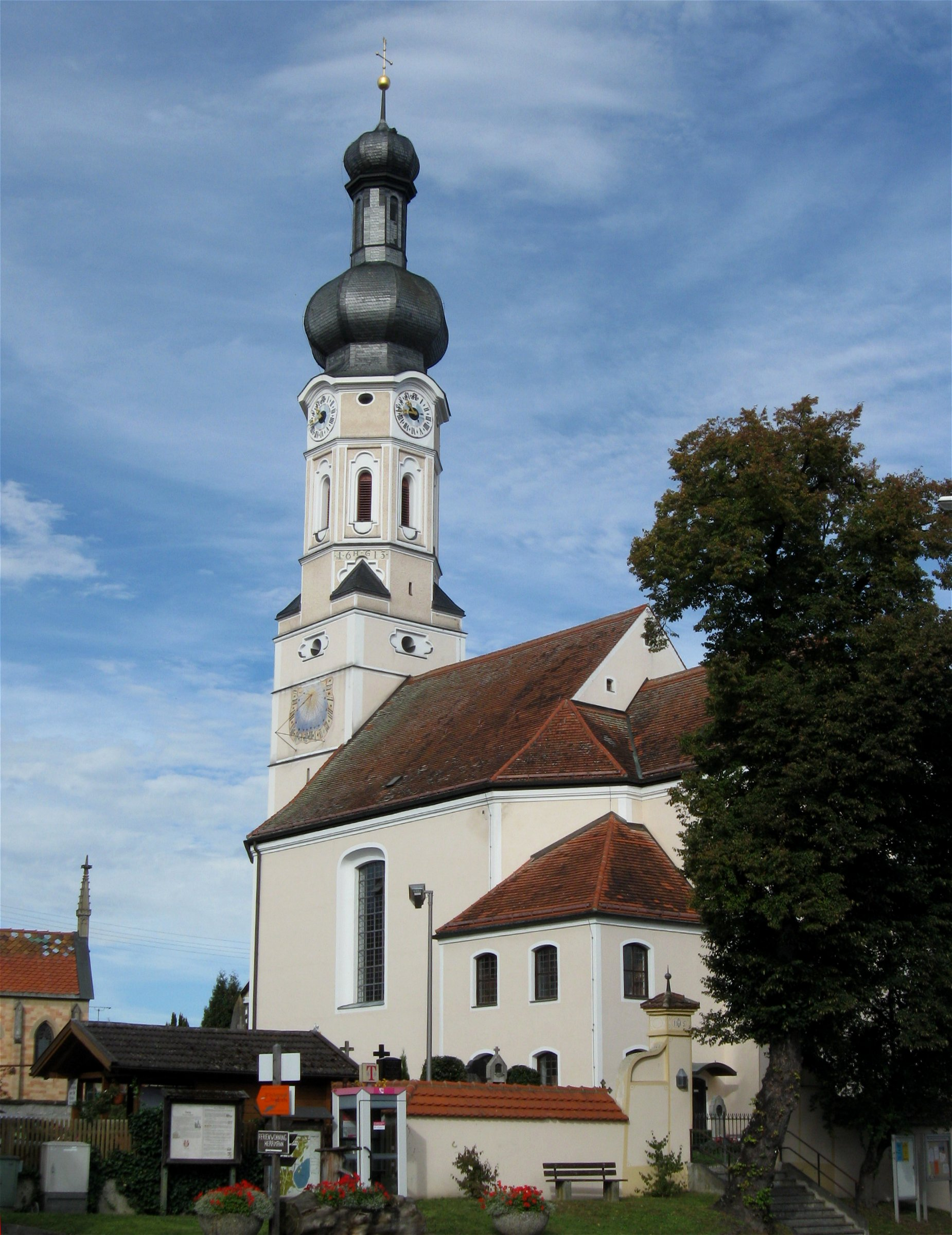
De kerk

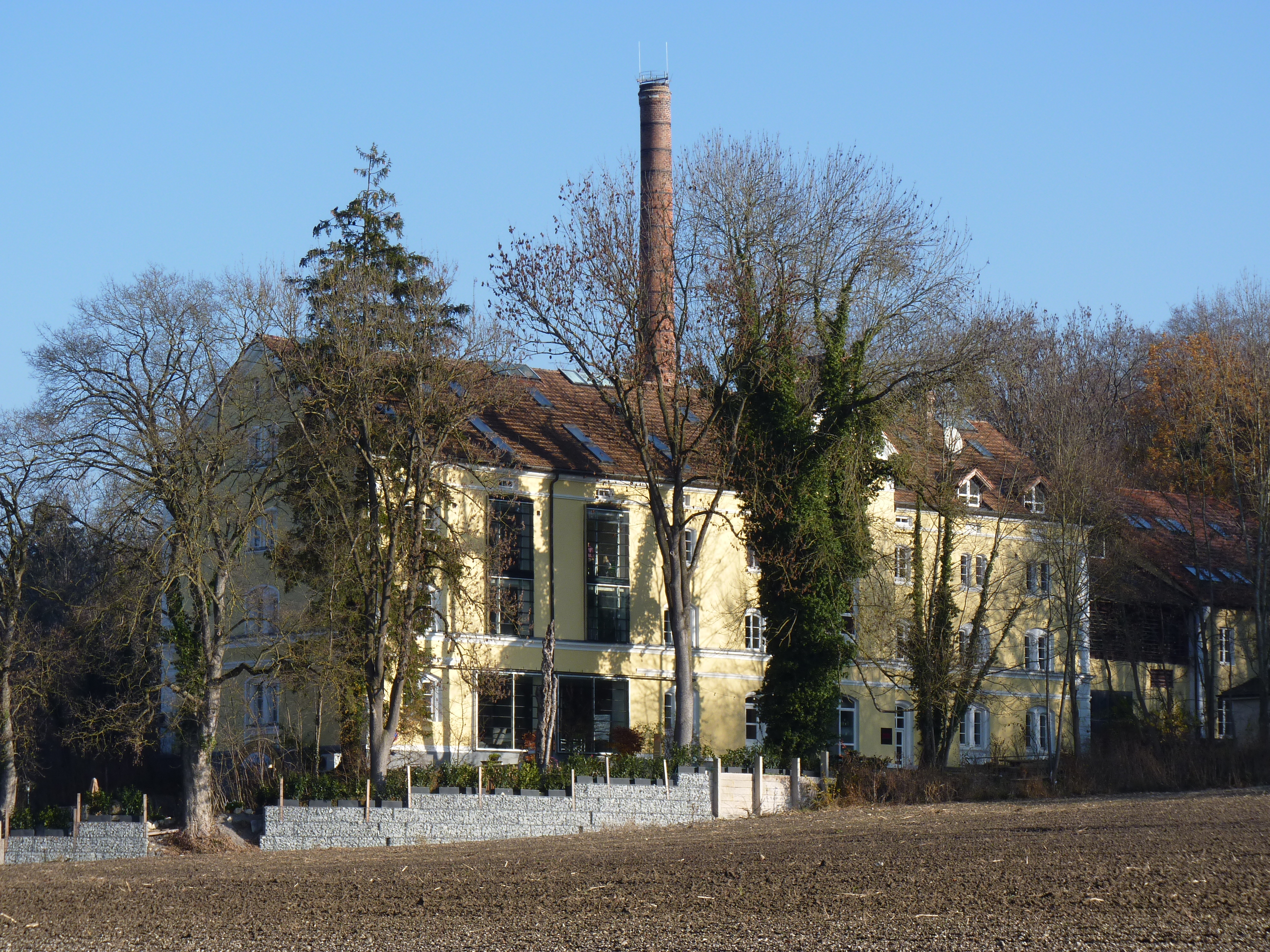
"Alte Brauerei Stegen" aan de Ammersee